# Арасанський сільський округ
Араса́нський сільський округ (каз. Арасан ауылдық округі, рос. Арасанский сельский округ) — адміністративна одиниця у складі Аксуського району Жетисуської області Казахстану. Адміністративний центр — село Арасан.
Населення — 1439 осіб (2021; 1963 у 2009, 2008 у 1999, 3044 у 1989).
Станом на 1989 рік існувала Арасанська сільська рада (села Арасан, Арасан-Капал, Кизилжар) колишнього Капальського району.

## Склад
До складу округу входять такі населені пункти:
| Населений пункт    | Населення, осіб (1989) | Населення, осіб (1999) | Населення, осіб (2009) | Населення, осіб (2021) |
| ------------------ | ---------------------- | ---------------------- | ---------------------- | ---------------------- |
| Арасан, село       | 2610                   | 1549                   | 1758                   | 1264                   |
| Арасан-Капал, село | 106                    | 269                    | 69                     | 62                     |
| Кизилжар, село     | 328                    | 190                    | 136                    | 113                    |